# Бирюков, Геннадий Павлович
Бирюков Геннадий Павлович — советский и российский конструктор ракетной техники, генеральный конструктор КБ транспортного машиностроения (филиал ЦЭОНКИ), Заслуженный машиностроитель Российской Федерации, доктор технических наук, доктор философии, профессор, действительный член Российской академии космонавтики имени Циолковского, создатель первой межконтинентальной ракеты «Буря».

## Биография
Родился 17 января 1937 года в городе Рудня Смоленской области. Отец — Бирюков Павел Григорьевич (1910—1943); мать — Бирюкова (Космачева) Вера Стефановна (1913—1980). Первые воспоминания Геннадия Бирюкова связаны с войной. В июле гитлеровские войска вошли в Рудню, от которой не осталось ничего. Павел Бирюков, отец Геннадия Бирюкова, героически погиб, сражаясь на «Курской дуге».
Всю оккупацию Геннадий с семьёй провёл в землянке[уточнить], но 29 сентября 1943 года части 39-й армии генерала Берзарина освободили Рудню. Вернувшись в Рудню, семья узнала о смерти Павла Бирюкова.
Окончив с серебряной медалью среднюю школу в родном селении, Геннадий Бирюков поступил в Брянский институт транспортного машиностроения, на факультет вагоностроения. Закончив обучение в 1960 году, он оказался на Рижском вагоностроительном заводе.
Именно он по заказу МПС начал руководить созданием первого советского дизель-поезда.
В начале 1960-х годов Бирюков долгое время был в командировках в Москве. Там он был принят на работу в ГСКБ. В 1964 году Г. Бирюков вступил в должность старшего инженера отдела, шахтных пусковых установок, работал над вопросами обеспечения надёжности.
В 1965 году сектор, в котором трудился Г. Бирюков, стал самостоятельным отделом. Геннадий Павлович был назначен заместителем начальника отдела и возглавил сектор, занимавшийся оборудованием для ВМФ. Он много времени проводил в командировках, бывал практически на всех военно-морских полигонах, где внедрялись новые боевые комплексы. В 1973 году защитил кандидатскую диссертацию.
В 1979 году Геннадий Павлович возглавил проектно-конструкторский отдел. В 1984 году в Военно-космической академии имени А. Ф. Можайского он успешно защитил докторскую диссертацию.
В конце 1991 года заместитель директора по экономике и маркетингу Г. П. Бирюков сменил В. Н. Соловьёва на должности генерального директора КБ. С 1992 года началось заключение международных контрактов на строительство, модернизацию и эксплуатацию пусковых установок ракет-носителей.
Под руководством Геннадия Павловича и при его непосредственном участии был выполнен полный комплекс проектных, расчётных и конструкторских работ для создания плавучего космодрома «Морской старт».
Как Генеральный директор — Генеральный конструктор орденов Октябрьской Революции и Трудового Красного Знамени КБТМ Г. П. Бирюков уделял максимум внимания защите интересов предприятия и членов его трудового коллектива.
С 1973 года Г. П. Бирюков преподавал по специальности «Стартовые и технические комплексы ракет и космических аппаратов», возглавлял филиал специализированной кафедры МГАДА (ТУ) при КБТМ, работал заведующим кафедрой «Стартовые комплексы» в МАТИ — РГТУ. При его участии были подготовлены более 2000 специалистов, в том числе три докторов технических наук и шесть кандидатов технических наук. Был членом президиума НТС Росавиакосмоса, председателем НТС КБТМ, членом специализированных советов по защите диссертаций при МАТИ — РГТУ, МГАДИ (ТУ) и КБОМ.
Геннадий Павлович Бирюков скончался в Москве 18 августа 2020 года в возрасте 84 года, похоронен на Кузьминском кладбище.

## Семья
Во время своей московской командировки в 1960-х годах Геннадий Бирюков познакомился со своей будущей женой, выпускницей МИИТа Галиной Бычковской. В декабре 1963 года они поженились, в 1966 году у них родился сын Сергей, а в 1973 году его брат Андрей.

## Вклад
Геннадий Павлович Бирюков внёс весомый вклад в развитие отечественного ракетостроения. Он принимал участие в разработке и создании технических и стартовых комплексов в интересах ВМФ СССР и России для баллистических ракет Р-27, Р-27К, Р-29, Р-31, Р-29Р, Р-39, Р-29РМ, Р-39УТТХ «Барк»; космических комплексов: «Циклон-2», «Радуга», «Восход», «Зенит», «Морской старт» (Россия-США-Норвегия-Украина), «Ангара», «Циклон-4» (Украина/Бразилия), ТК и СК «KSLV-1» (Россия-Корея).
Геннадий Бирюков — автор и соавтор более 240 монографий, книг, статей. Он имеет 34 авторских свидетельства на изобретения.